# A Different Kind of Pain
A Different Kind of Pain è il quarto album in studio del gruppo post-grunge statunitense Cold, pubblicato nel 2005.

## Tracce
1. Back Home – 4:31
2. Feel It in Your Heart – 3:46
3. Anatomy of a Tidal Wave – 4:27
4. A Different Kind of Pain – 5:19
5. Another Pill – 3:45
6. Happens All the Time – 3:28
7. When Heaven's Not Far Away – 3:06
8. God's Song – 3:13
9. When Angel's Fly Away – 3:58
10. Tell Me Why – 3:21
11. Ocean – 3:46

## Formazione
- Scooter Ward - voce, chitarre, piano
- Matt Loughran - chitarra
- Mike Booth - chitarra, piano
- Jeremy Marshall - basso, cori
- Sam McCandless - batteria